# 上海铁路运输中级法院
上海铁路运输中级法院（简称上铁中院），位于上海市虹口区武进路527号，是中华人民共和国上海市的一所铁路运输中级法院。

## 沿革
1954年4月28日，上海铁路沿线专门法院成立，负责审理南京铁路分局、上海铁路分局、杭州铁路分局、上饶铁路分局沿线辖区内案件。1955年4月1日，该院更名为上海铁路运输法院。1957年10月20日，该院撤销。
1981年12月15日，上海铁路运输中级法院成立，1982年5月1日开始正式受理案件。
2012年6月5日，上海铁路运输中级法院、上海铁路运输法院签署改制移交协议，两级铁路运输法院自此脱离铁路系统，移交上海市进行属地管理，纳入国家统一司法体系。
2012年12月20日，上海铁路法院系统干部大会暨铁路中院主要领导交接仪式举行。仪式由沈志先主持，夏明林宣读了中共上海市委关于陈永华同志到龄退休、许一新同志任上海铁路运输中级法院党组书记的决定，吴偕林宣读了铁路两级法院党组成员以及相关法律职务的任命。许一新接替陈永华担任上海铁路运输中级法院党组书记、院长。
根据2012年8月1日起实施的《最高人民法院关于铁路运输法院案件管辖范围的若干规定》（法释〔2012〕10号），经最高人民法院批准，上海市高级人民法院对上海两级铁路运输法院受理指定管辖案件下达正式批复，自2013年9月26日起，“上海铁路运输法院依法受理上海市轨道交通运营区域内发生的民事一审案件、上海市公安局交警高架支队管辖区域内发生的道路交通事故引起的人身、财产损害赔偿一审案件，以及上海市轨道交通运营区域内发生的行政一审案件；上海铁路运输中级法院依法受理对上述一审案件提起的上诉案件，以及上海市北新泾监狱刑事减刑、假释案件。”这是全国铁路运输法院改制移交后，全国首家依据《最高人民法院关于铁路运输法院案件管辖范围的若干规定》由最高人民法院批准扩大民事案件指定管辖范围的铁路运输法院。同时，上海市高级人民法院根据上海市本地实际，依法指定部分行政案件和减刑假释案件由铁路运输法院受理。
2014年12月25日，上海市第十四届人大常委会第十七次会议审议并表决通过多条人事任免案，决定任命吴偕林为上海市第三中级人民法院院长、上海知识产权法院院长、上海铁路运输中级法院院长，免去其上海市高级人民法院副院长、审判委员会委员、审判员职务。
2014年12月28日，上海市第三中级人民法院、上海知识产权法院在上海市浦东新区张衡路988号挂牌成立。上海市第三中级人民法院依托上海铁路运输中级法院设立，同时组建上海知识产权法院，与上海市第三中级人民法院合署办公，实行“三块牌子一个机构”。和上海市第三中级人民法院、上海知识产权法院同日成立的还有上海市人民检察院第三分院。自2015年1月1日起，上海市第三中级人民法院、上海知识产权法院正式受理案件。

## 管辖
本法院司法管辖原上海铁路局（中国铁路上海局集团）管区（除南京铁路运输检察院管辖区域外）的铁路运输案件。自2013年9月26日起，本法院还受理对上海铁路运输法院依法受理的“上海市轨道交通运营区域内发生的民事一审案件、上海市公安局交警高架支队管辖区域内发生的道路交通事故引起的人身、财产损害赔偿一审案件，以及上海市轨道交通运营区域内发生的行政一审案件”提起的上诉案件。2020年1月8日，根据苏高法电〔2019〕877号文件，因南京铁路运输法院撤销，原南京铁路运输法院管辖的铁路运输案件改由江苏省南京市鼓楼区人民法院管理，对应的二审法院改为江苏省南京市中级人民法院，故上海铁路运输中级法院不再受理南京铁路运输检察院作为公诉人的二审案件。

## 历任院长
- 周子厚（1954年4月28日－1955年2月12日，上海铁路沿线专门法院院长）[9]
- 陈永华（？－2012年11月）
- 许一新（2012年11月20日－2014年12月）[10]
- 吴偕林（2014年12月25日－，同时担任上海市第三中级人民法院院长、上海知识产权法院院长、上海铁路运输中级法院院长）[6]

## 对应铁路运输基层法院
- 上海铁路运输法院
- 南京铁路运输法院
- 蚌埠铁路运输法院
- 杭州铁路运输法院
- 徐州铁路运输法院